# Neoarius pectoralis
Neoarius pectoralis és una espècie de peix de la família dels àrids i de l'ordre dels siluriformes.

## Morfologia
Els mascles poden assolir els 39,3 cm de llargària total.

## Hàbitat
Es troba a les aigües costaneres, estuaris, rius afectats per les marees i manglars.

## Distribució geogràfica
Es troba a Irian Jaya i Austràlia.